# سایبرآرک
سایبرآرک (انگلیسی: CyberArk) شرکت نرم‌افزار آمریکایی است، که در سال ۱۹۹۹ تأسیس شد.